# Nado de Invierno
Nado de Invierno (The Winter Swim en inglés) es un cortometraje dramático chileno dirigido y escrito por César González Álvarez en 2017.

## Argumento
Andrea (Consuelo Carreño) es una adolescente algo retraída que solo confía en Claudio (David Gajardo), su padre, con quien mantiene una relación de plena confianza que se ve diezmada cuando ella comienza a sospechar que este tiene una aventura con una chica de su misma edad.

## Reparto
- Consuelo Carreño es Andrea.
- David Gajardo es Claudio.
- Nicolás Rojas es Felipe.
- Daniel de la Vega Suárez es Roberto.

## Producción
El cortometraje fue producido como un proyecto de escuela del Instituto Profesional de Artes y Comunicación (ARCOS). Los exteriores e interiores fueron filmados en la comuna de Providencia y Lo Prado, Chile. Una vez finalizado el rodaje, el equipo de producción realizó la posproducción de imagen en Kiné Imágenes y sonido en Sonido Urbano Estudio. Tiene su estreno nacional en el 24° Festival Internacional de Cine de Valdivia y su estreno internacional en el RIFF Rome Independent Film Festival 2017.

## Selecciones Oficiales, Nominaciones y Premios
- Ganador Mejor Cortometraje Chileno Festival Internacional BioBioCine 2018. Chile.[3]
- Premiere Nacional 24° Festival Internacional de Cine de Valdivia 2017. Chile.
- Premiere Internacional RIFF Rome Independent Film Festival 2017. Italia.[4]
- Catálogo Cinema Chile for Cannes 2017. Francia.[5]
- FECIR Festival Internacional de Cine de Rengo. 2017 Chile.[6]
- Festival Internacional Colchagua Cine 2017. Chile.[1]
- Festival Cine Emergente FECEM 2017. Chile.
- Festival Internacional de Cine Estudiantil FECIN 2017. Chile.[7]
- Brussels Short film Festival. Next Generation 2018. Bélgica.[8]
- Encuentro Metropolitano de las Artes 2022. Chile.[9]